# Jezídské ženské jednotky
Yekîneyên Jinên Êzidxan (kurdsky, zkráceně YJÊ), v překladu Jezídské ženské jednotky, vznikly v roce 2015 jako jezídské ženské milice v oblasti kurdského Sindžáru na severozápadě Iráku. Tyto vojenské oddíly byly vytvořeny za účelem ochrany jezídské komunity před útoky Islámského státu, jehož příslušníci se snažili vyhladit Jezídy jako pohany a nevěřící.

## Historie
Dne 5. ledna 2015 byly na severu Iráku založeny ženské oddíly Yekîneyên Parastina Jin ê Şengalê (YJŞ, v překladu z kurdštiny Sindžárské ženské obranné oddíly) jako součást Sindžárských obranných jednotek YBŞ, smíšených jezídských milicí. Sindžárské jezídské ženské jednotky se přejmenovaly na Yekîneyên Jinên Êzidxan 26. října 2015.

Vlajka Yekîneyên Jinên Êzidxan

Založení těchto ženských  jednotek bylo inspirováno tzv. jineologií, ideologií kurdského feminismu, jejímž autorem je kurdský vůdce Abdullah Öcalan,  zakladatel a bývalý předseda Kurdské strany pracujících (PKK), odsouzený v Turecku k doživotnímu pobytu ve vězení.S touto ideologií mj. souvisejí i Öcalanovy teze demokratického federalismu, které v roce 2005 položily základ ustavení nacionálně-politické organizace Svazu obcí Kurdistánu (Koma Civakên Kurdistanê), reprezentující kurdské obyvatelstvo v Turecku, Iráku, Íránu a Sýrii.
Již o dva roky dříve, na jaře roku 2013, vznikly v Rožavě na východě Sýrie ženské jednotky YPJ (Yekîneyên Parastina Jin, Ženské obranné jednotky). Tyto ženy bojovaly proti Islámskému státu, ale zároveň se prezentovaly jako bojovnice za práva žen. V roce 2017 představovaly ženy 40% bojových sil Rožavy, bojovaly u Kobani, Džarábulusu a na dalších místech.

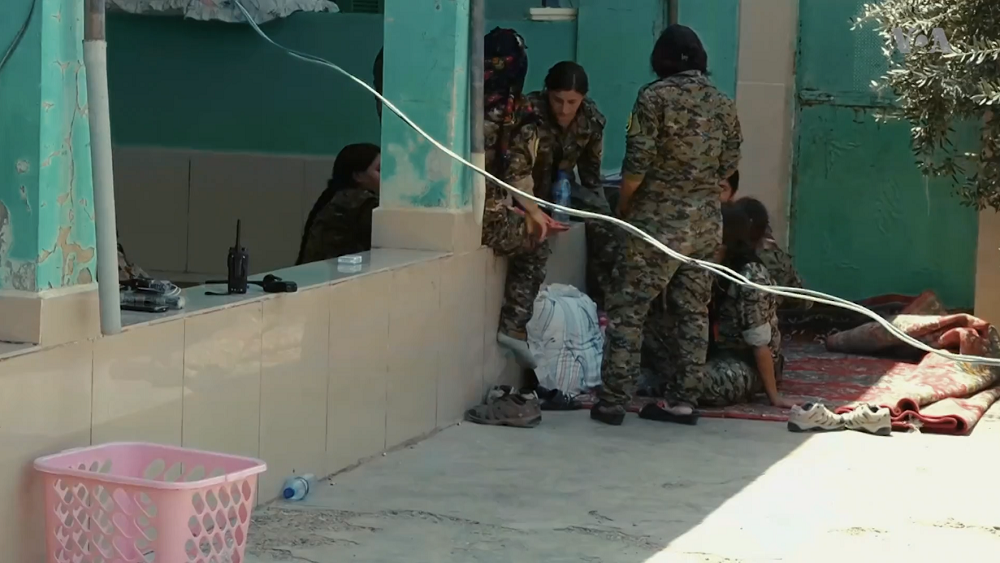
Bojovnice YJÊ v syrském městě Rakka (červenec 2017)

Ustavení ženských jezídských obranných milicí předcházel masakr v Sindžáru, k němuž došlo v srpnu roku 2014. Sindžár měl pro islamisty mimořádný význam, protože ležel na spojnici mezi iráckým Mosulem, ovládáným Islámským státem, a pozicemi teroristů ve východní Sýrii.  Dne 3. srpna 2014 obrojenci Islámského státu obsadili město Sindžár, vyvraždili zde tisíce Jezídů a jezídské ženy a dívky, které nepozabíjeli, odvlekli jako sexuální otrokyně. V Sindžáru před útokem IS žilo kolem 88 000 lidí. Přibližně deset tisíc uprchlých Jezídů nalezlo po obsazení města Islámským státem útočiště v pohoří Sindžár severně od města.
V druhé polovině roku  2014 probíhaly boje kurdských pešmergů ve snaze ochránit Jezídy, obklíčené v horách, a znovu dobýt Sindžár. Spojeným kurdsko - jezídským silám, jejichž součástí byly i ženské jednotky, se definitivně podařilo znovu obsadit město 13. listopadu 2015. Den po dobytí města byl odhalen masový hrob 78 jezídských žen ve věku od 40 do zhruba 80 let, popravených islamisty. V následujících dnech byly objeveny další masové hroby jezídských mužů a žen. Jezídské ženské jednotky se posléze účastnily dalších vojenských operací v regionu, například bojů o Rakku v letech 2016 a 2017.